# Mali Bilač
Mali Bilač su naselje u Republici Hrvatskoj u Požeško-slavonskoj županiji, u sastavu grada Pleternice.

## Zemljopis
Mali Bilač je smješten oko 10 km istočno od Pleternice,  susjedno naselja su Ciglenik i Knežci na sjeveru, Veliki Bilač na istoku te Djedina Rijeka na jugu.

## Stanovništvo
Prema popisu stanovništva iz 2011. godine Mali Bilač je imao 21 stanovnika.
| broj stanovnika | 116   | 108   | 92    | 89    | 91    | 138   | 140   | 142   | 137   | 141   | 113   | 87    | 41    | 34    | 26    | 21    | 15    |
|                 | 1857. | 1869. | 1880. | 1890. | 1900. | 1910. | 1921. | 1931. | 1948. | 1953. | 1961. | 1971. | 1981. | 1991. | 2001. | 2011. | 2021. |